# Stigmella krugeri
Stigmella krugeri là một loài bướm đêm thuộc họ Nepticulidae. Nó được miêu tả bởi Vári năm 1963. Nó được tìm thấy ở Nam Phi.
Ấu trùng ăn Schotia brachypetala.